# Vogelschlag

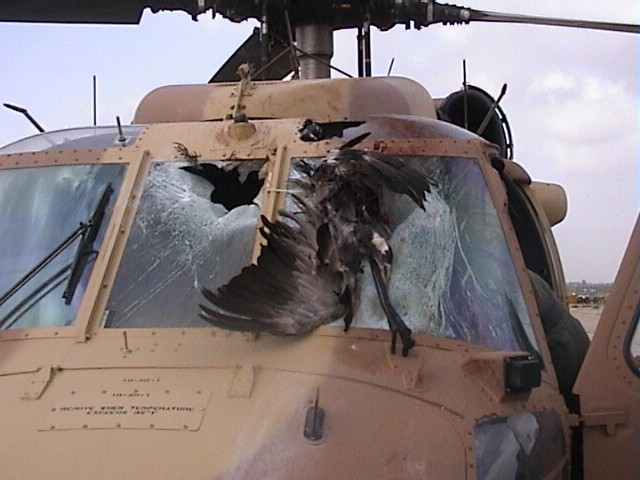
Ein Hubschrauber Sikorsky UH-60 nach einem Vogelschlag mit einem Kranich

Vogelschlag bezeichnet den Zusammenprall von Vögeln mit Objekten. Ebenso wie andere Lebewesen übersehen Vögel manchmal natürliche oder von Menschen erbaute Hindernisse in ihrem Flugraum (wie Fensterscheiben, Lärmschutzwände, Flugzeugturbinen und Stromleitungen), missinterpretieren sie oder schaffen es nicht, ihnen auszuweichen. Die Schäden am Hindernis sind bei einer Kollision meist gering (auch wenn Flugzeugturbinen Tests mit der Hühnerkanone für ihre Zulassung benötigen), die Tiere jedoch verletzen sich meist schwer oder sterben.
| Verursacher                     | Anzahl Todesfälle in Mio. |
| ------------------------------- | ------------------------- |
| Windkraftanlagen                | 0,1–0,44                  |
| Gebäude                         | 0,1–1000                  |
| Sendetürme                      | 5–6,8                     |
| Freileitungen                   | 0,1–175                   |
| Kraftfahrzeuge                  | 60–80                     |
| Pestizide in der Landwirtschaft | 67–90                     |
| Katzen (Haus- und Wildkatzen)   | 365–1000                  |

## Vogelanprall an ruhenden Objekten

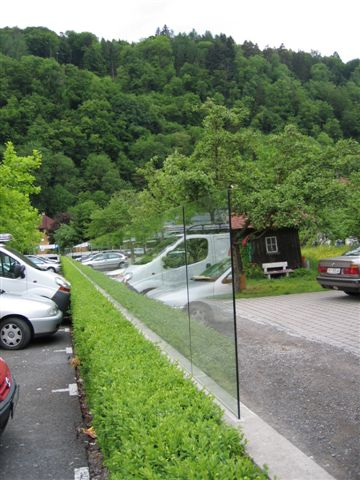
Mit Glasscheiben abgegrenzter, Vogelschlag provozierender Supermarkt-Parkplatz in Feldkirch-Levis

Typische Hindernisse für den Vogelflug sind Freileitungen, oberirdisch geführte Fernsprechleitungen, Lärmschutzwände und Gebäude. Bei letzteren sind insbesondere Glasflächen (Fenster, Fassaden, Wintergärten) problematisch, da diese von fliegenden Vögeln nicht als Hindernis erkannt werden können. Die Zahl der allein in Deutschland an Glasscheiben verunglückten Vögel wird auf mehr als 100 Millionen Tiere pro Jahr geschätzt (Stand 2023). In den USA sollen es bis zu einer Milliarde Vögel pro Jahr sein.
Gefährlich sind für Vögel insbesondere Glasflächen, die freien Blick auf dahinterliegende Landschaften ermöglichen (beispielsweise Schallschutzwände oder gläserne Buswartehäuschen) oder spiegelnde Glasscheiben, wie sie in modernen Gebäuden häufig verwendet werden, durch den einem Spiegel ähnlichen Effekt scheint hier die Landschaft hinter den Scheiben „weiterzugehen“. In beiden Fällen erkennt der Vogel das Hindernis (die Scheibe) nicht. In der Regel treten durch den Anprall Kopfverletzungen, innere Blutungen oder Brüche im Flügelskelett auf. Diese Verletzungen können zum Tod der Tiere führen, der auch erst einige Zeit später eintreten kann (z. B. aufgrund innerlichen Verblutens).

### Ermittlung der Kollisionszahlen
Kollisionszahlen an Gebäuden können über die systematische Suche nach Kollisionsopfen und Anflugspuren ermittelt werden. Da ein wesentlicher Anteil von Kleintierkadavern innerhalb eines Tages abgeräumt wird (Rabenvögel, Säugetiere, in Städten auch Reinigungsdienste) muss beim bloßen Zählen von Kollisionsopfern von einer hohen Dunkelziffer ausgegangen werden. Die Berücksichtigung von Abdrücken und Federresten ermöglicht eine vollständigere Erfassung, auch wenn nicht alle Kollisionen sichtbare Spuren hinterlassen.

### Wirksamkeit von Vermeidungsmaßnahmen (Glas)
Wie wirksam Vermeidungsmaßnahmen wie Vogelschutzglas oder nachträglich anzubringende Markierungen auf Glas sind, kann über Wahlversuche mit Flugtunneln ermittelt werden. Werden z. B. Singvögel für eine Beringung gefangen, so können diese danach in einem Flugtunnel freigelassen werden, an dessen Ende sie die Wahl haben zwischen einer unmarkierten Referenzfläche und einem Testmuster. Ein Anprall an den Glasflächen wird verhindert, indem davor Japannetzen (sehr feinfädige, praktisch nicht wahrnehmbare Netze) aufgespannt werden.
Eine Bewertung von Prüfmustern zur Vermeidung von Vogelanprall aufgrund solcher Wahlversuche wird von der Wiener Umweltanwaltschaft veröffentlicht. Die Wirksamkeit wird dabei nach dem von der Biologischen Station Hohenau-Ringelsdorf entwickelten Bewertungsschema klassifiziert: Prüfmuster mit bis zu 10 % Anflügen gelten als „hoch wirksam“ (Kategorie A, „Vogelschutzglas“ gemäß ONR 191040), solche mit mehr als 42 % Anflügen als „unwirksam“ (Kategorie D).

### Verhütungsmethoden bei Glas

#### Greifvogelsilhouetten

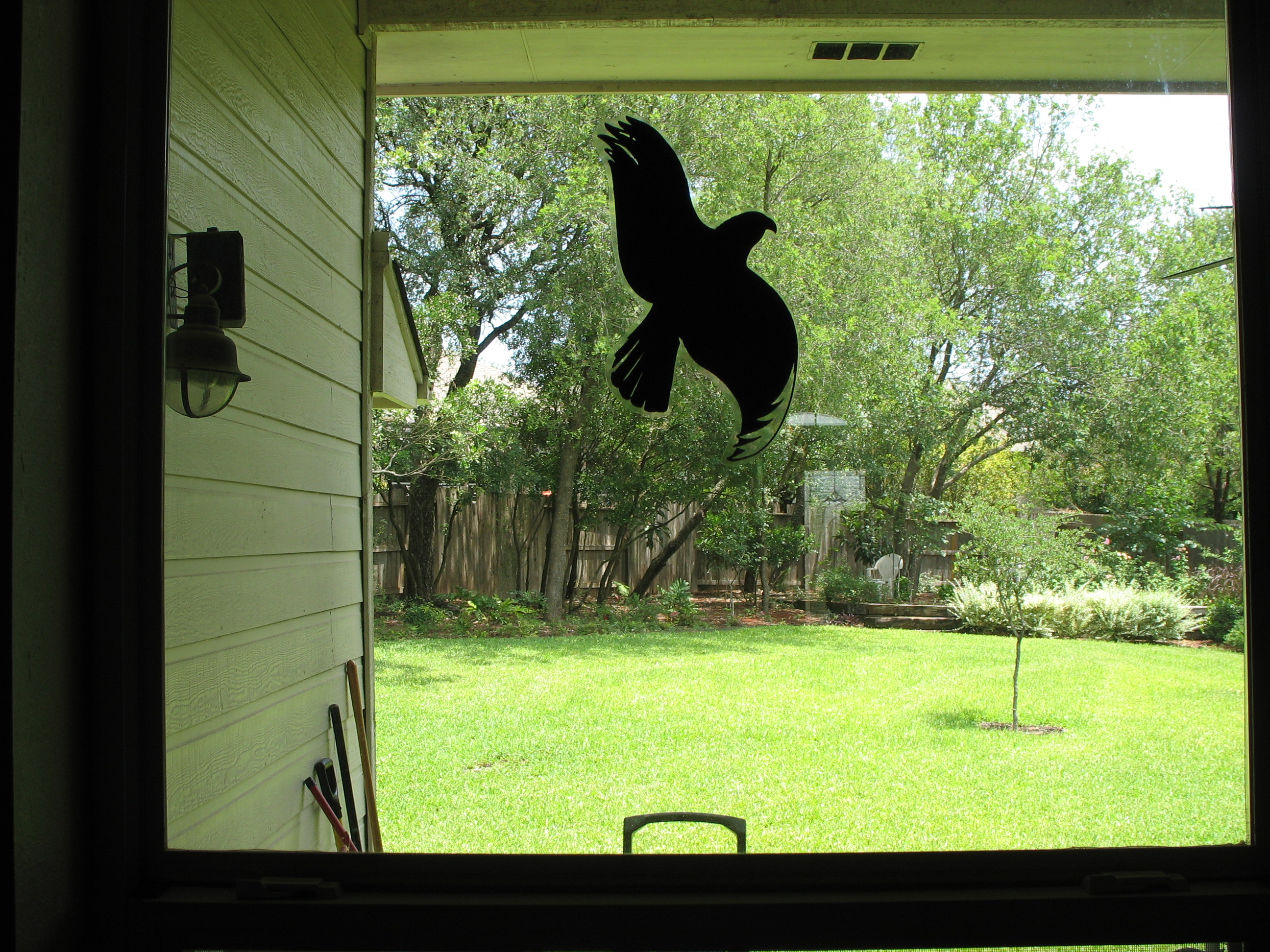
Greifvogelsilhouette an der Fensterscheibe eines Wohnhauses

Greifvogelsilhouetten (auch als Warnvögel bezeichnet) sind auf Glasflächen angebrachte Aufkleber, die verhindern sollen, dass Vögel gegen (durchsichtige oder stark reflektierende) Scheiben fliegen.
Große Fensterscheiben wurden ab den 1970er-Jahren häufig mit Aufklebern in Form von Silhouetten von Greifvögeln beklebt.
Kleinere Vögel, die zu den Beutetieren der Greifvögel gehören, sollten dadurch von der Scheibe ferngehalten werden.
Die dahinter stehende These besagt, dass Singvögel die Umrisse ihrer natürlichen Feinde erkennen und aus Angst ausweichen würden.
Dies gelingt in geringem Umfang mit bunten, kaum jedoch mit schwarzen oder weißen Silhouetten.
Studien haben gezeigt, dass die Greifvogelsilhouetten nicht zu einer statistisch signifikanten Verringerung des Vogelschlags führen. Die Vögel nehmen den Aufkleber zwar als Hindernis wahr, versuchen jedoch nur, diesen zu umfliegen und prallen in unmittelbarer Nähe der Silhouette gegen die Glasfläche.

#### Streifenmuster, engmaschige Beklebung

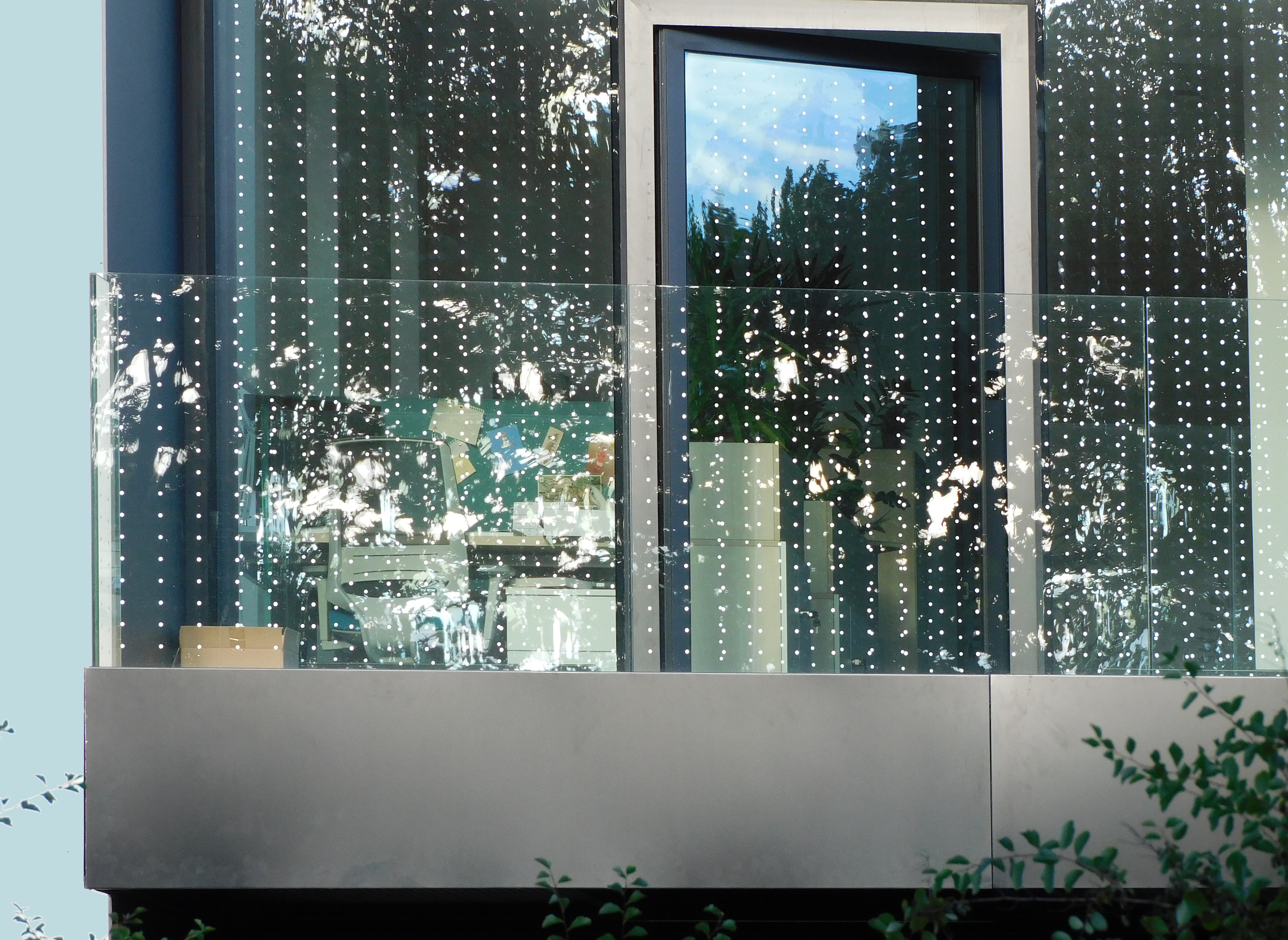
Fenster mit außen aufgeklebtem Punktstreifenmuster. Die Aluminiumplättchen haben einen Durchmesser von 9 mm, die Reihen einen Abstand von jeweils 9 cm. Bedeckt sind 0,8 % der Fensterfläche

Stattdessen hat sich erwiesen, dass Glasflächen Vögel effektiv fernhalten, wenn sie von außen (vorteilhaft bei Durchscheinen und Spiegelung) mit einem engmaschigen Streifenmuster versehen sind (Quer- oder Längsstreifen im Abstand von höchstens 10 cm).
Auch andere außen an der Scheibe angeklebte Objekte vermindern – sofern die Objektdichte groß ist – die Gefahr des Vogelanpralls. Grundsätzlich gilt, auch für Greifvogelsilhouetten, dass die Beklebung der Glasfläche sehr dicht sein muss, damit Vögel die Scheibe sicher als Hindernis wahrnehmen.

#### Spinnennetz-Effekt
Die für Vögel noch wahrnehmbare Lichtfrequenz liegt höher als bei Menschen; viele Vogelarten sind in der Lage, für den Menschen unsichtbares UV-Licht zu sehen. So können sie z. B. UV-Licht (matt) reflektierende Oberflächen, Gefiederzeichnungen und Ausscheidungen von Beutetieren erkennen.
Dieser Umstand schützt Spinnennetze vor der Zerstörung durch Vögel.
Die Netze reflektieren das UV-Licht, weshalb sie für Vogelaugen sichtbare Hindernisse sind, denen Vögel ausweichen.
Den „Spinnennetz-Effekt“ kann man gegen Vogelschlag an Fensterscheiben nutzen:
Folien, Aufkleber o. ä., die im für Menschen sichtbaren Spektrum durchsichtig sind, aber im UV-Bereich (vorzugsweise matt) reflektieren oder absorbieren, können Vögeln Sichthilfen geben, ohne die menschliche Sicht zu beeinträchtigen. Ein kontrastierendes Muster aus UV-absorbierenden und -reflektierenden Flächen auf der Scheibe, die für Menschen nach wie vor transparent und farblos ist, kann die Vögel vor dem Hindernis Glasscheibe warnen.

##### Effekte durch UV-Absorption
UV-Strahlung-absorbierende Fensterflächen erzeugen für den Vogel einen „Farbstich“ in dem gespiegelten oder dem durchscheinenden Bereich und können daher dazu beitragen, dass der gespiegelte/durchscheinende Bereich vom herannahenden Vogel gemieden wird. Sind nur Teilflächen des Fensters im UV-Bereich absorbierend, können sie durch ihre UV-Absorption dann einen „Farbkontrast“ zu dem ansonsten gespiegelten/durchscheinenden Bereich erzeugen – das Bild ist für den Vogel teilweise „farbstichig“, teilweise nicht. Durch Parallaxe während des Anflugs des Vogels kann dieser dann die Fensterscheibe selbst wahrnehmen.

##### Effekte durch UV-Reflexion
Nimmt der Vogel das UV-reflektierende Fenster vorwiegend durchscheinend (nicht-reflektierend) wahr, so überlagert das im UV-Bereich reflektierte Bild den durchscheinenden Bereich, und der Vogel meidet diesen verwirrenden Raum. Erscheint dem Vogel das Fenster vorwiegend reflektierend, so erhöht die UV-Reflexion den Realismus des Abbilds und wirkt somit eher kontraproduktiv.
Sind nur Teilflächen des Fensters im UV-Bereich reflektierend, so können sie einen „Farbkontrast“ (Fall „spiegelnd“) oder einen „Reflexionskontrast“ (Fall „durchscheinend“) zu dem sonstigen gespiegelten/durchscheinenden Bereich erzeugen – das Bild ist für den Vogel teilweise „farbstichig“/„spiegelnd“, teilweise nicht. Durch Parallaxe während des Anflugs des Vogels kann dieser dann die Fensterscheibe selbst wahrnehmen.

##### Methoden der UV-Reflexion/-Absorption
Vogelschutz-Filzstift
Mit einem speziellen Filzstift, der einen für Menschen unsichtbaren UV-Farbstoff enthält, ist es möglich, Fensterscheiben entsprechend zu markieren, um den Vogelschlag deutlich zu reduzieren, ohne dass das für den menschlichen Betrachter störend ist.
Diese Methode eignet sich besonders gut für Privathaushalte und bereits vorhandene Fensterscheiben. Die Wirksamkeit des Filzstiftes gegen Vogelschlag an Fensterscheiben wurde im Max-Planck-Institut für Ornithologie (Vogelwarte Radolfzell) unter Laborbedingungen experimentell bestätigt. Allerdings wird der dabei ermittelte Vermeidungsfaktor von ca. 70:30 (50:50 bedeutet „gar kein Effekt“) von Kritikern als zu gering erachtet.
Vogelschutz-Glas 
Zum Festeinbau gibt es ein 2005 entwickeltes Vogelschutzglas, das denselben Effekt hat. Vogelschutzglas ist ein handelsübliches Fensterglas mit einer speziellen Beschichtung, welche das UV-Licht reflektiert. Geeignet ist dieses Glas vor allem für große Glasfassaden, die dann für Vögel zum erkennbaren Hindernis werden. Auf das Glas wird bereits in der Fabrik eine Schicht aufgetragen, die das für Vögel wahrnehmbare UV-Licht reflektiert.
Die Vögel erkennen die Glasscheiben als Hindernis und weichen aus. Für den Menschen ist dieses Glas wie gewöhnliches Glas fast durchsichtig. Die Wirksamkeit des Glases wurde im Max-Planck-Institut für Ornithologie (Vogelwarte Radolfzell) unter Laborbedingungen experimentell bestätigt. Doch auch hier beträgt der Vermeidungsgrad nur 76:24 (50:50 bedeutet „gar kein Effekt“), was von Kritikern (wie auch beim Vogelschutz-Filzstift) als zu gering erachtet wird. Auch das Bayerische Landesamt für Umwelt rät von „Vogelschutz-Glas“ ab und empfiehlt Alternativen.
UV-Schutzfolie
Folien und Aufkleber, die im Menschen-sichtbaren Spektrum durchsichtig sind, aber im UV-Bereich strahlen oder absorbieren.

## Vogelschlag an sich bewegenden Objekten

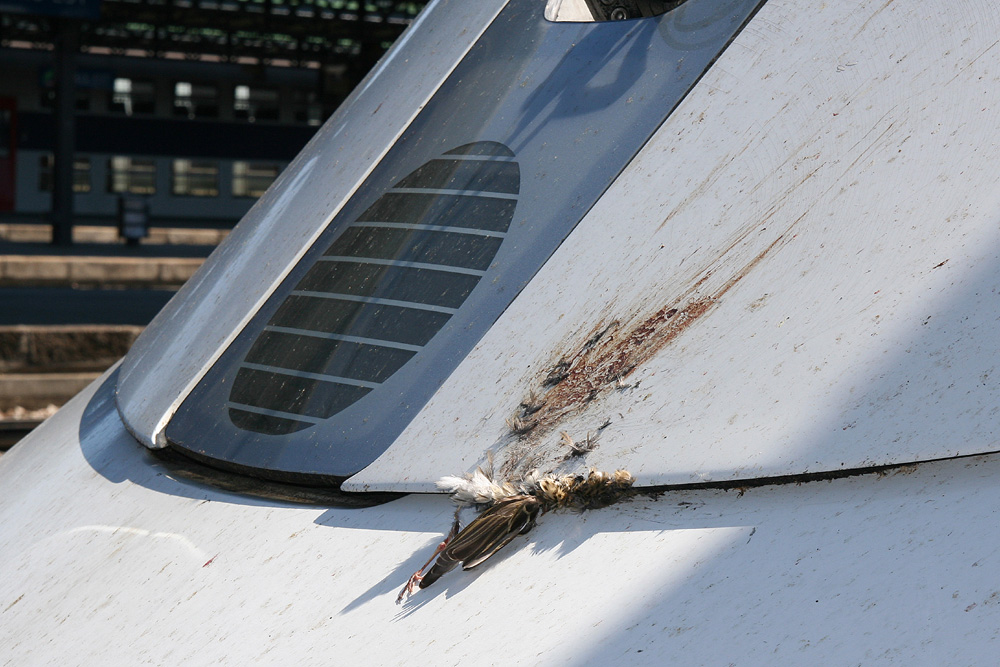
Vogelschlag am ICE 3

Moderne Verkehrsmittel stellen für Vögel eine zum Teil erhebliche Gefahr dar. Aufgrund der hohen Geschwindigkeiten führt eine Kollision in der Regel zu schweren Verletzungen, meist jedoch zum Tod des Vogels.
Das Auftreffen von Vögeln auf Luftfahrzeuge, Automobile oder Hochgeschwindigkeitszüge ist aber auch eine Gefahr für die Fahrzeuge selbst sowie deren Insassen, da der Fahrzeugführer im einfachsten Fall durch den Aufschlag abgelenkt und erschreckt wird, im schlimmsten Fall durch das Bersten der Windschutzscheibe verletzt werden kann und dann nicht mehr in der Lage ist, das Fahrzeug weiter zu steuern.
Flugzeuge (wie auch die meisten Hochgeschwindigkeitszüge) werden daher in speziellen Versuchseinrichtungen auf ihre Widerstandsfähigkeit gegenüber Vogelschlag untersucht. In zunehmendem Maße wird die Auswirkung eines Vogelschlags auch mit Computerberechnungen simuliert. Beispielsweise werden am Deutschen Zentrum für Luft- und Raumfahrt in Stuttgart Flugzeugstrukturen sowohl im Versuch als auch in der Computeranalyse einem künstlichen Vogelschlag ausgesetzt und die Folgen für das Flugzeug untersucht. Dabei kommen künstliche Ersatzvögel zum Einsatz.

### Vogelschlag an Luftfahrzeugen

#### Problem

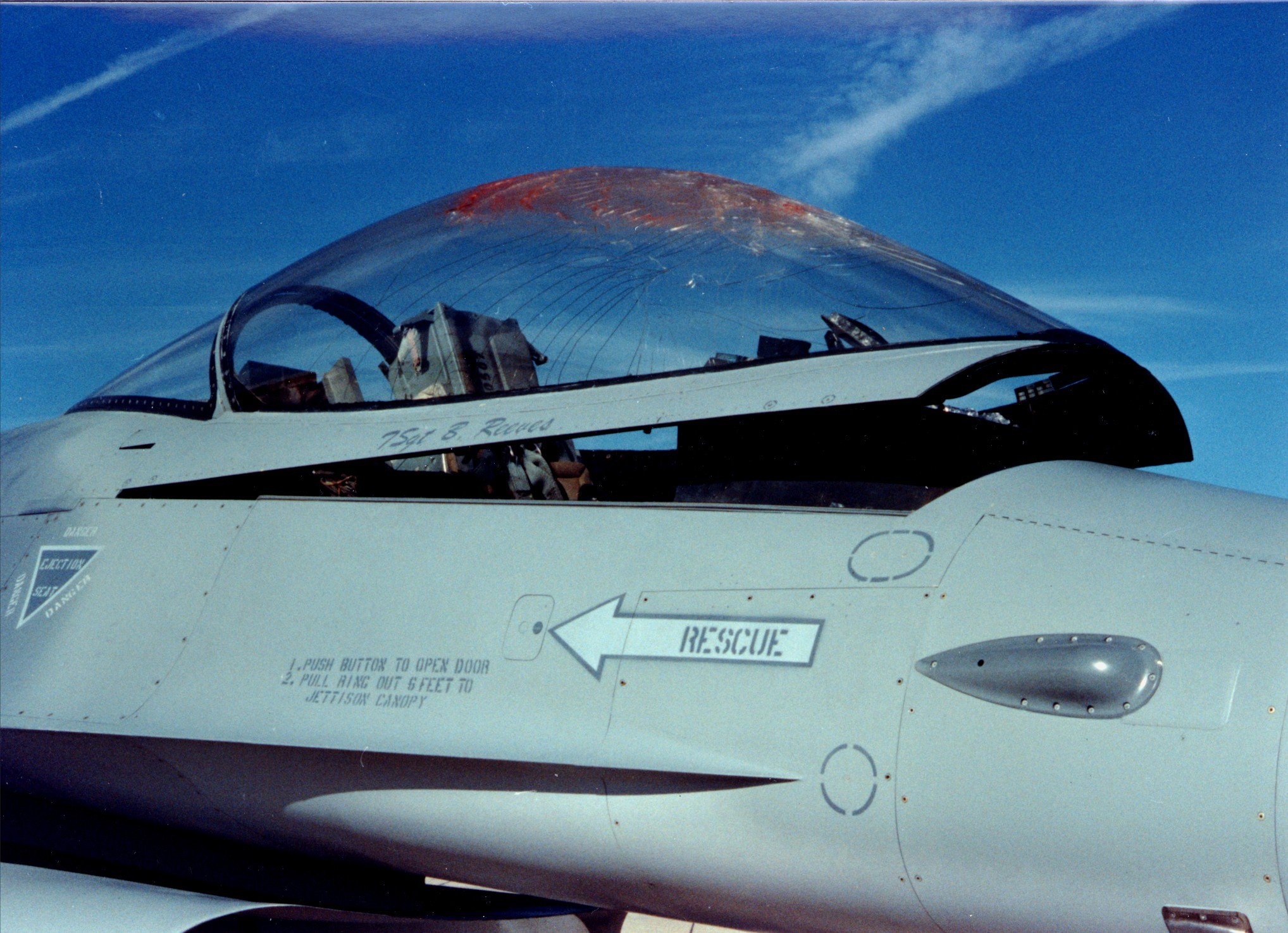
Kanzel einer F-16 nach Vogelschlag

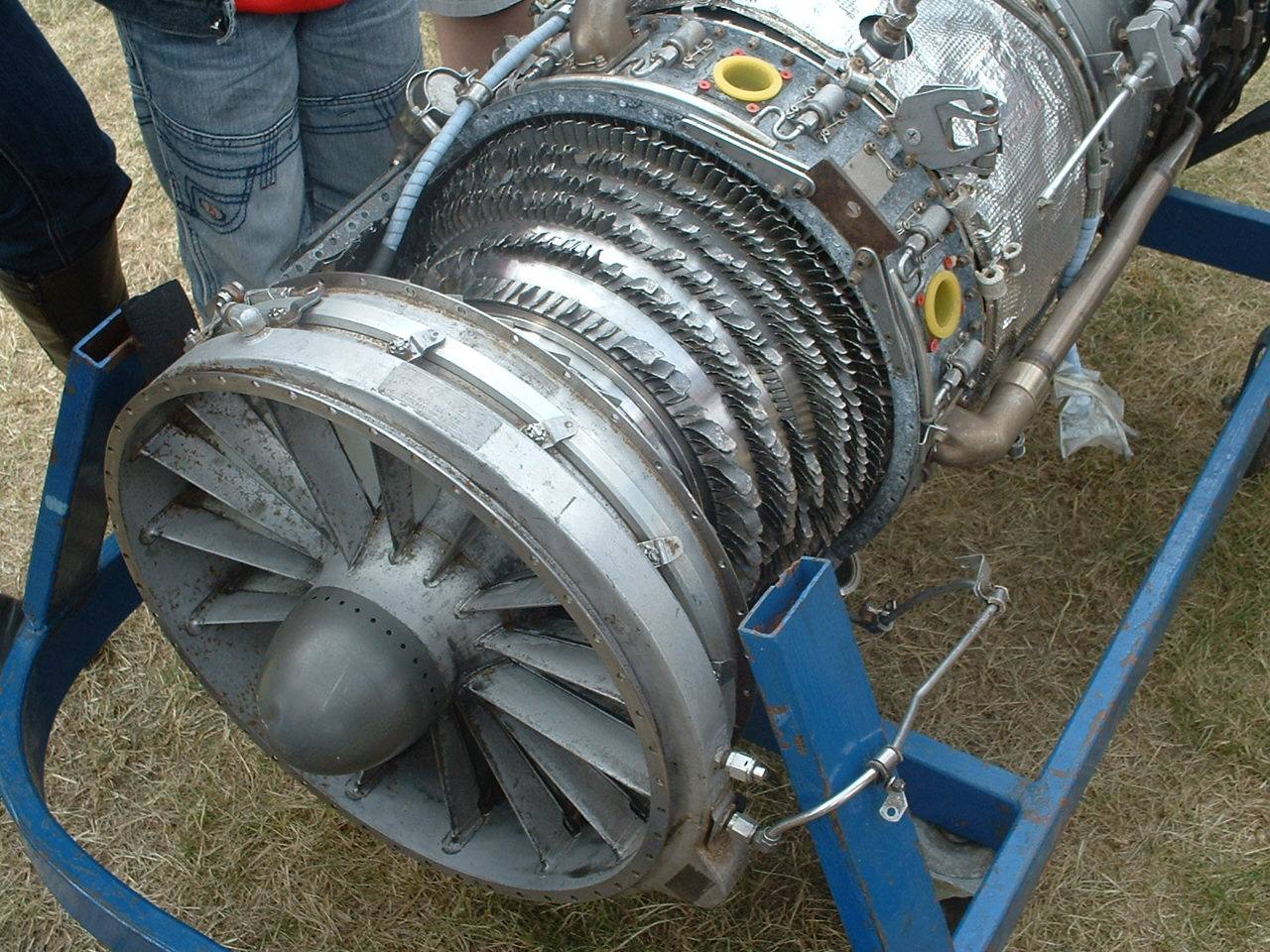
Strahltriebwerk nach Vogelschlag (gereinigt)

Besondere Aufmerksamkeit kommt der Fragestellung des Vogelschlags in der Luftfahrt zu, wo weltweit jährlich ein Schaden von über einer Milliarde US-Dollar entsteht und die Flugsicherheit zum Teil erheblich gefährdet ist.
Geraten Vögel beispielsweise in die Triebwerke von Flugzeugen, in der Luftfahrt als Foreign Object Damage (FOD) bezeichnet, kann ein Triebwerksausfall die Folge sein. Vogel-Kollisionen mit Flugzeugen kommen während der Start- oder Landephase und Flughöhen unter etwa 300 Meter vor. Bei Ausfall aller Triebwerke in so geringer Höhe ist diese Situation besonders kritisch, da nur wenig Zeit für die Vorbereitung einer Notlandung bleibt.
- Das bekannteste deutsche Opfer eines Vogelschlags war der Tierfilmer Michael Grzimek, Sohn des bekannten Zoodirektors, Biologen und Naturfilmers Bernhard Grzimek, der am 10. Januar 1959 während der Dreharbeiten zu dem später Oscar-prämierten Film Serengeti darf nicht sterben verunglückte, weil sein Flugzeug mit einem Gänsegeier kollidierte.
- Die Notwasserung eines Airbus A320 der US Airways im Hudson River in New York am 15. Januar 2009 wurde durch Vogelschlag in beiden Triebwerken ausgelöst. Alle 155 Personen an Bord konnten gerettet werden.
- 2016 kam es beim Landeanflug in etwa 1500 m Höhe auf Mallorca zum teilweisen Eindringen eines jungen Mönchsgeiers in die Nase eines Airbus 320 Passagierjets.[16]

Moderne Triebwerke müssen eine Vogelschlag-Resistenz aufweisen. Sie werden abhängig von Innendurchmesser ihres Einlasses mit Vögeln bis zu 3,6 kg getestet. Dabei muss ihre Beschädigung „in Grenzen bleiben“ (d. h. nicht katastrophale Folgen für das Flugzeug haben). Die Anforderungen werden durch die Bauvorschriften für die Antriebe von Luftfahrzeugen definiert. Für den Aufprall maßgebend ist vor allem die Rotationsgeschwindigkeit des Triebwerks. Die Geschwindigkeitsdifferenz zwischen Flugzeug und Vogel wird auch durch die Bauvorschriften vorgegeben.
Ähnliches gilt für die Flugzeugstruktur, wo ein Vogelschlag nicht zu einer katastrophalen Flugsituation führen darf. Entsprechende Tests (oder durch Test verifizierte und validierte Analysen) für Triebwerk und Struktur eines Flugzeugs schreiben die Zulassungsbehörden wie in Deutschland das Luftfahrt-Bundesamt, in Europa die EASA und in den USA die FAA vor.

#### Vogelschlagvermeidung an Luftfahrzeugen
In Deutschland befasst sich der Deutsche Ausschuss zur Verhütung von Vogelschlägen im Luftverkehr (DAVVL) seit Mitte der 1960er Jahre mit diesem Problem. Er gibt unter anderem eine Vogelzugvorhersage heraus und verbreitet Vogelzugwarnungen, sog. BIRDTAMs (in Anlehnung an NOTAMs), die vom Amt für Geoinformationswesen der Bundeswehr herausgegeben werden. Dieses bietet Informationen zur Vogelschlaggefahr in einer Region auf der Basis von Radarvogelzugbeobachtungen. Der DAVVL gibt auch das Online-Journal „Vogel und Luftverkehr“ heraus und pflegt eine Liste schwerer vogelschlagbedingter Flugunfälle.
Neben der Vorhersage und Vogelschlagwarnung dient hauptsächlich das Instrument des Biotopmanagements der Vogelschlagverhütung. Flughäfen und deren Umgebung werden dabei in einer Weise gestaltet, dass große, den Flugbetrieb gefährdende oder in großen Schwärmen auftretende Vogelarten ihre ökologischen Ansprüche an einen Lebensraum nicht erfüllt finden. Kleine, oft seltene Arten, die in der überwiegend durch industrialisierte Landwirtschaft geprägten Umwelt kaum noch eine Chance haben, finden dort hingegen einen geeigneten Lebensraum. Nur in Situationen, in denen das Biotopmanagement zur Sicherung der biologischen Flugsicherheit nicht hinreichend Wirkung zeigt, was unter Umständen nach Schneefall oder Mahd etc. der Fall sein kann, wird in Deutschland Vergrämungstechnik angewendet. Es handelt sich in der Regel um Pyrotechnik, die aus Signalrevolvern verschossen wird. Der erzeugte Knall vertreibt die Vögel. Im Gegensatz zu Nordamerika werden in Deutschland keine letalen Maßnahmen ergriffen, um das Vogelschlagproblem an Flughäfen zu lösen.
An großen Flughäfen wird gelegentlich mit Hilfe von Greifvögeln und anderen Maßnahmen (Beschallung durch Tonträger mit Tierstimmen) versucht, das Terrain vogelfrei zu halten. Den Vögeln wird dort auch die Möglichkeit zum Brüten genommen (keine Sträucher oder Bäume).
Große Flugzeuge schalten unter 3000 Meter (10.000 ft) prinzipiell (auch tagsüber) die Landescheinwerfer an, um für Vögel (und andere Flugzeuge) besser sichtbar zu sein.
Um einem entgegenkommenden Flugzeug zu entkommen, weichen Vögel nach unten im Sturzflug aus, da sie so wesentlich schneller die Höhe ändern können als im Steigflug. Zur Vermeidung von Vogelschlag sollte der Pilot (wenn die Reaktionszeit noch reicht) deshalb Vögeln nach oben oder zur Seite ausweichen.
Mit einem horizontalen und vertikalem Radar und speziell entwickelter Software ist es möglich, alle Flugobjekte im Umkreis von ca. 6–8 NM automatisch zu erkennen. Die Software klassifiziert die Flugobjekte anhand ihres typischen Flugverhaltens und berechnet, ob die Flugrouten mit startenden oder landenden Flugzeugen auf Kollisionskurs sind. Die Messung der Reflektivität des Radars erlaubt es zudem, die in der Luft befindliche Masse zu messen. Da 10.000 Sperlinge genauso gefährlich für ein Flugzeug sein können wie 10 Wildgänse, kann dieses Risiko adäquat abgebildet werden. Die Radartechnik erlaubt es, Vogelschlagrisiken zu managen, was mit dem Begriff Operational Risk Management (ORM) in immer mehr Flughäfen Einzug hält.
Da besonders militärische Flugzeuge aufgrund des geringen Gleitfluganteils betroffen sind, sind Vogelschläge besonders für das Militär ein Problem.

#### Schadenersatz
Der Europäische Gerichtshof hat mit dem Urteil C-315/15 vom 4. Mai 2017 entschieden, dass die Kollision eines Flugzeugs mit einem Vogel ein außergewöhnlicher Umstand ist, der das Luftfahrtunternehmen von seiner Ausgleichspflicht bei großer Verspätung des Fluges befreien kann.

### Vogelschlag an Eisenbahnzügen
Sieben verschiedenartige Untersuchungen (an deutschen und anderen europäischen Bahnstrecken), die 70 Tage bis mehrere Jahre dauerten und zwischen 1982 und 2002 publiziert wurden, zeigten, dass es pro Streckenkilometer und Jahr zu 0,29 bis 61 Vogelschlägen kommt. Auf Strecken, die nur mit bis zu 160 km/h Geschwindigkeit befahren wurden, war dieser Wert maximal 20, an Strecken mit 200 km/h und mehr Maximaltempo zumindest 38,1. Wenn auch Säugetiere erfasst werden, wird von ähnlich vielen getöteten Säugern wie getöteten Vögeln berichtet.
Aussagen zu Vogelschlag sind auch auf Fledermäuse zu erweitern. Als Ursache hoher Vogelschlagfrequenz an Zügen wird gesehen, dass Züge mit Stromabnehmer 8 m über Schienenoberkante hoch sind und damit doppelt so hoch wie Kfz auf Autobahnen. Kleinere Vögel fliegen häufig nur 4–6 m hoch. Überdies werden auf Bahnen regelmäßig höhere Maximalgeschwindigkeiten als auf Autobahnen gefahren.
Ein Vogelschlag am Stromabnehmer eines Intercity-Zuges kann zum mehrstündigen Blockieren beider Gleise einer Strecke führen, wie es am 12. August 2016 in Deutschland passierte.

### Vogelschlag bei Straßenfahrzeugen
Auch Kraftfahrzeuge können Vogelschlag erleiden. Hierbei kann die Windschutzscheibe so stark beschädigt werden, dass ein Austausch nötig ist. Vogelschlag ist auch bei Zweiradfahrern möglich.
Sind Radfahrer langsamer unterwegs und dringen sie in Reviere von Vögeln ein, kann es hingegen auch zu von Vögeln geflogenen Scheinangriffen kommen.
Alan Stacey starb bei einem Autorennen durch Vogelschlag durch sein Helmvisier.

### Vogelschlag an Windenergieanlagen
Der Vogelschlag an Windenergieanlagen (WEA) stellt ebenfalls ein Problem dar. Nach einer Studie des NABU von 2005 sterben in Deutschland jährlich etwa eintausend Vögel durch Kollision mit einer WEA. Betroffen sind insbesondere Greifvögel. Daneben werden im Umkreis von WEA auch immer wieder viele tote Fledermäuse gefunden. Dem gegenüber stehen etwa zehn Millionen getöteter Vögel durch Straßenverkehr und Stromleitungen (BUND-Schätzung). Der NABU hatte 127 internationale Studien ausgewertet und kam zum Schluss, dass durch Windenergie in Deutschland keine Vogelart gefährdet sei. Lokal können jedoch Rotmilane und zunehmend Seeadler in erheblichem Maße betroffen sein.
Diese Probleme werden aktiv angegangen. Es werden durch die Wahl der Fruchtfolgen der Felder an WEA und in der Umgebung die Jagdgebiete der Greifvögel in die Umgebung der Windkraftanlagen verlegt. Durch die Wahl der Fruchtfolgen und die Gestaltung der Windparks und deren Umgebung soll das Jagen im Windpark für die Vögel unattraktiv werden. Nach der Ernte werden die WEA mehrere Tage abgeschaltet. Auch zum Abweisen von Fledermäusen gibt es laufende Forschungsprojekte. Die bisher umfangreichste Studie über Vogelschlag an Windenergieanlagen (Progress-Studie der Uni Bielefeld 2016) spricht für den Mäusebussard bereits von einer potentiell bestandsgefährdenden Entwicklung aufgrund der hohen Anzahl der Schlagopfer.